# Raión de Rósosh
El raión de Rósosh (ruso: Россоша́нский райо́н) es un distrito administrativo y municipal (raión) ruso perteneciente a la óblast de Vorónezh. Se ubica en el suroeste de la óblast. Su capital es Rósosh.
En 2021, el raión tenía una población de 88 923 habitantes.
El raión es limítrofe al suroeste con la óblast de Bélgorod. Además, en una pequeña franja de la esquina suroccidental de poco más de 2 km, el territorio del raión es de iure fronterizo con Ucrania, concretamente con la óblast de Lugansk. Sin embargo, en la invasión rusa de Ucrania de 2022, las tropas rusas invadieron casi toda la óblast de Lugansk y anexionaron la zona a Rusia sin el consentimiento de las autoridades ucranianas, declarando que pasaba a ser un territorio ruso bajo la denominación de "República Popular de Lugansk". Esta situación ha eliminado de facto el carácter fronterizo del raión de Rósosh.

## Subdivisiones
Comprende la ciudad de Rósosh (la capital, que forma un ayuntamiento urbano sin pedanías) y 88 localidades rurales, estas últimas agrupadas en los siguientes diecisiete asentamientos rurales:
- Aleinikovo (con capital en Ukraínski)
- Aleksándrovka
- Arjípovka
- Yevstrátovka
- Zhílino
- Kopiónkina
- Krivonósovo
- Kriníchnoye
- Lizinovka
- Morózovka
- Nóvaya Kalitvá
- Novopostoyalovka (con capital en Nachalo)
- Podgórnoye
- Popovka
- Stáraya Kalitvá
- Shekálovka
- Shrámovka